# Ukraińska Rada Narodowa (1947)
Ukraińska Rada Narodowa (UNR) – reprezentacja parlamentarna rządu Ukraińskiej Republiki Ludowej na Emigracji, utworzona wiosną 1947 dzięki porozumieniu ukraińskich partii emigracyjnych. 
Została utworzona w celu zapewnienia bazy politycznej zreformowanemu Centrum Państwowemu URL na czele z prezydentem URL Andrijem Liwyckim, oraz konsolidacji wszystkich sił politycznych w celu restytucji demokratycznego państwa ukraińskiego.

## Tworzenie Rady
Już w 1946 rozpoczął działalność Ukraiński Komitet Koordynacyjny, utworzony z przedstawicieli wszystkich partii na emigracji, z inicjatywy ukraińskiej emigracji w Kanadzie (misja Kusznira). Idea konsolidacji zaczęła być popularna, kiedy Andrij Liwyćkyj utworzył w 1947 przygotowawczą komisję na czele z Isaakiem Mazepą. Jej zadaniem była reorganizacja rządu (Centrum Państwowego), i utworzenie URN. Komisja razem z przedstawicielami partii opracowała tymczasową uchwałę, ogłoszoną  10 czerwca 1948, o utworzeniu Państwowego Centrum Ukraińskiej Republiki Ludowej, ogłoszoną przez przewodniczącego Dyrektoriatu. Ten sam akt tworzył Ukraińską Radę Narodową.
W czerwcu 1948 wszystkie partie polityczne, z wyjątkiem hetmańców, zatwierdziły statut Ukraińskiej Rady Narodowej, który określał jej strukturę, formy pracy i warunki współpracy z emigracyjnym prezydentem URL. Jako quasi parlament UNR była ustawodawczym organem, ona tworzyła Organ Wykonawczy, kontrolę państwową i wybierała prezydenta URL. Pomiędzy sesjami część jej funkcji pełniło działające prezydium URL, która jednak nie mogło tworzyć prawa i wybierać swoich członków. 
Do Ukraińskiej Rady Narodowej wysłały swoich przedstawicieli: Organizacja Ukraińskich Nacjonalistów (melnykowcy), Organizacja Ukraińskich Nacjonalistów (banderowcy), Ukraińskie Zjednoczenie Narodowo-Demokratyczne (UNDO),  Ukraińska Partia Rewolucyjno-Demokratyczna (URDP), URDP-socjaliści, Ukraiński Związek Narodowo-Państwowy (UNDS), Ukraińska Partia Socjalistów-Rewolucjonistów (UPSR), Ukraińska Partia Socjalistyczno-Radykalna (USRP), Ukraińska Socjal-Demokratyczna Partia Robotnicza (USDRP). 

## Działalność Rady
UNR odbyła w sumie 8 sesji: w lipcu 1948 (I, w Augsburgu), czerwcu 1949 (II, w Leipheim), marcu 1954 (III), marcu 1957 (IV), listopadzie 1961 (V), marcu 1967 (VI, wszystkie w Monachium), grudniu 1972 (VII, w Londynie), czerwcu 1979 (VIII, w Monachium).
W 1950 OUN-B wyszła z Rady i rozpoczęła z nią walkę. Od III sesji UNR w 1954, do Rady należały: OUN-M, UNDO, URDP, UNDS, Ukraińska Partia Socjalistyczna, wszystkie partie posiadały po 6 mandatów. Począwszy od IV Sesji w 1957, do URN weszły Związek Ziem Zjednoczonej Ukrainy–Partia Chłopska (SZSU-SP, 3 mandaty), Ukraińska Partia Chłopska (USP, 1 mandat), a od VI Sesji w 1967 do Rady weszła Organizacja Ukraińskich Nacjonalistów za Granicą (OUN za Kordonom, 6 mandatów). OUN-M na pewien czas (od października 1957 do 1961) również wyszła z Rady.
Z inicjatywy Oddziału Wykonawczego UNR utworzono w 1953 Ligę Wyzwolenia Narodów Związku Radzieckiego (LWNSRSR, tzw. Blok Paryski). III sesja  (1954) po śmierci Andrija Liwickiego wybrała na prezydenta URL Stepana Wytwyckiego. VI sesja po śmierci Stepana Wytwyckiego wybrała na prezydenta Mykołę Liwyckiego. 
Przewodniczącymi Prezydium URL byli W. Iwanyćkyj, Iwan Bahrianyj, Osyp Bojdunyk, J. Makowećkyj, Spyrydon Dowhal, (P. Bełej, Iwan Kedryn-Rudnycki (pełniący obowiązki przewodniczącego), W. Biliajiw. Organowi wykonawczemu przewodniczyli: Isaak Mazepa, Stepan Baran, Symon Sozontiw, Mykoła Liwycki, Atanas Figol, Spyrydon Dowhal, Wasyl Fedoronczuk, Teofil Łeontij, Jarosław Rudnycki. Skład Organu Wykonawczego był koalicyjny, tworzony z partii, które wchodziły do Rady.
Na VII Sesji w 1972 został utworzony Sektor Obywatelski, który miał w URN reprezentować bezpartyjnych. Po tym wprowadzono wybory do Sektora Obywatelskiego, który składał się z 15 delegatów.
Półoficjalnym organem Rady i rządu emigracyjnego od 1972 zostało pismo "Meta". Środki finansowe potrzebne do działalności Rady i Centrum Państwowego na emigracji zbierano wśród emigracji ukraińskiej, głównie przez sieć towarzystw przyjaciół URN, jakie istniały w większych ośrodkach na Zachodzie і, oprócz zbierania funduszy, popularyzowały ideę odtworzenia państwa ukraińskiego.
W kwietniu 1978 Mykoła Liwycki rozwiązał URN і samodzielnie wydał dekret o jej reorganizacji, włączając do niej ponownie wyznaczonych przez siebie członków. Na znak protestu przeciw temu część partii i działaczy wyszła z URN i Centrum Państwowego i utworzyła w 1979 Radę Przyjaciół URN, której przewodniczył Iwan Kedryn, a później Marusia Bek.